# Борзых, Александр Иванович
Александр Иванович Борзых (укр. Олександр Іванович Борзих; род. 26 мая 1950, село Зарощенское, Шахтёрский район, Донецкая область, Украинская ССР) — украинский учёный-агроном и политический деятель, член Национальной академии аграрных наук Украины, кандидат сельскохозяйственных наук, профессор, директор Института защиты растений НААНУ, депутат Верховной рады Украины нескольких созывов (1990—2006).

## Биография
Родился 26 мая 1950 года в селе Зарощенское Шахтёрского района Донецкой области Украинской ССР.
Окончил школу-интернат № 2 г. Шахтёрска, затем работал поверхностным откатчиком шахтоуправления № 5, плитовым шахтоуправления № 3 треста «Шахтёрскантрацит», с 1969 по 1971 год проходил службу в армии.
Окончил факультет плодоовощеводства и виноградарства Крымского сельскохозяйственного университета в 1976 году, также окончил Луганский институт внутренних дел в 2002 году по специальности «юрист».
С 1976 года работал в совхозе «40 лет Октября» (с 1993 года — КСП «Украина») Славяносербского района Луганской области агрономом отдела, затем главным агроном, с 1983 по 1994 год являлся его директором.
В 1990 году в ходе первых альтернативных парламентских выборов в Украинской ССР был выдвинут кандидатом в народные депутаты трудовым коллективом совхоза «40 лет Октября» Славяносербского района, 18 марта 1990 года во втором туре был избран народным депутатом Верховного совета Украинской ССР XII созыва (в дальнейшем — Верховной рады Украины I созыва) от Каменнобродского избирательного округа № 53 Луганской области, набрал 68,82% голосов среди 9 кандидатов. В парламенте являлся членом Комиссии по делам женщин, охраны семьи, материнства и детства, входил в депутатскую группу «Земля и воля».
На парламентских выборах 1994 года избран народным депутатом Верховной рады Украины II созыва по Каменнобродскому избирательному округу № 238 Луганской области, являлся членом Комитета по вопросам здравоохранения, материнства и детства, входил в состав депутатской группы «Конституционный центр».
На парламентских выборах 1998 года избран народным депутатом Верховной рады Украины III созыва по избирательному округу № 103 Луганской области. С 1999 по 2000 год являлся внештатным советником Президента Украины. С 1999 по 2005 год был заместителем председателя Аграрной партии Украины.
На парламентских выборах 2002 года избран народным депутатом Верховной рады Украины IV созыва от блока «За единую Украину!». Будучи депутатом, входил в состав фракций «Единая Украина» (с мая по июнь 2002 года), «Аграрии Украины» (с июня по октябрь 2002 года), Аграрной партии Украины (с октября 2002 по июнь 2004 года), Народной аграрной партии Украины (с июня 2004 по март 2005 года), Блок Юлии Тимошенко (с марта 2005 года), был членом Комитета по вопросам аграрной политики и земельных отношений.
На парламентских выборах 2006 года избран народным депутатом Верховной рады Украины V созыва от Блока Юлии Тимошенко (№ 97 в списке). Будучи депутатом V созыва, входил в состав фракции «Блок Юлии Тимошенко», был членом Комитета по вопросам аграрной политики и земельных отношений.
26 марта 2006 года в ходе местных выборов избран депутатом Луганского областного совета от Блока Юлии Тимошенко.
С 2007 по 2008 год занимал пост начальника, с 2008 по 2011 год — заместителя начальника Государственной службы по карантину растений Украины.
С 2011 года является директором Института защиты растений НААНУ.
Является соавтором ряда трудов, среди которых: «Роль валов-террас в формировании водного режима склоновых земель» (1998), «Мониторинг эрозионных процессов с цезием-137 на склоновых землях» (1998), «Агротехнические меры повышения производительности овсяницы красной и восточной при выращивании ее на склоновых землях» (2000).
Женат, имеет двоих детей.

## Награды
Награждён:
- Орденом Трудового Красного Знамени (1986)[источник?].
- медалью «За трудовую доблесть» (1981)[источник?].
- орденом «За заслуги» III степени (указ от 22 июля 2000 года[3])
- орденом «За заслуги» II степени (указ от 11 сентября 2003 года[4]).

Имеет звание Заслуженного работника сельского хозяйства Украины (указ от 13 ноября 1997 года).